# FC Achtala Tumanjan
Football Club Achtala Tumanjan (arménsky: Շինարար Ֆուտբոլային Ախթալայի Թումանյան) byl arménský fotbalový klub sídlící ve městě Tumanjan. Klub se v roce 1992 zúčastnil prvního ročníku samostatné druhé ligy, klub ovšem skončil předposlední a ze soutěže odstoupil.

## Umístění v jednotlivých sezonách
Zdroj:
Legenda: Z - zápasy, V - výhry, R - remízy, P - porážky, VG - vstřelené góly, OG - obdržené góly, +/- - rozdíl skóre, B - body, červené podbarvení - sestup, zelené podbarvení - postup, fialové podbarvení - reorganizace, změna skupiny či soutěže
| Arménie (1992) |               |        |    |   |   |    |    |    |     |    |        |
| Sezóny         | Liga          | Úroveň | Z  | V | R | P  | VG | OG | +/- | B  | Pozice |
| 1992           | Aradżin chumb | 2      | 26 | 6 | 3 | 17 | 41 | 72 | -31 | 15 | 19.    |